# Boogie (parachutisme)
Pour les articles homonymes, voir Boogie.
Un boogie est un rassemblement de parachutistes.
Cet évènement permet aux pratiquant de profiter d'aéronefs tels que des ULMs, des montgolfières, etc., moins utilisés pour le largage qu'un Pilatus PC-6 ou un Twin Otter par exemple.
La présence de personnalités du milieu permet généralement un encadrement de qualité dans les différentes disciplines qu'offre le parachutisme.
Certains constructeurs de voiles, de sac-harnais ou autres en profitent pour faire essayer aux pratiquants leurs produits.
Un boogie est généralement une bonne occasion pour les sautants d'effectuer des sauts de groupe, aussi appelés big-ways, rendus possibles par la présence de gros porteurs ou alors de plusieurs avions.

## Exemples
- Gap Vector Festival à Tallard chaque été depuis 2004
- Xmas Boogie à Empuriabrava
- Royan Beach Boogie
- Mini Boogie de Noël d'Aix-en-Provence
- Beat Cancer Boogie